# Xavier Fauche
Xavier Fauche (Parigi, 30 aprile 1946) è un fumettista e scrittore francese.

## Biografia
Nel 1991 ha fondato Une Bulle en Plus, un'agenzia specializzata in comunicazione aziendale e istituzionale che utilizza il fumetto. Alph-Art de la Communication al Festival di Angoulême del 1996 per Triera bien qui triera le dernier (Gruppo Accor), la società è stata venduta nel 2008.
Tra il 1983 e il 1991 ha pubblicato anche per Éditions Vaillant nella rivista Pif Gadget, per Circus,per Hop!, per Pilote e per Spirou
È stato direttore della Mutuelle des auteurs et compositeurs dramatiques dal 1993 al 2014, presidente dal 2002 al 2005 e presidente onorario dal 2014. Dal 2003 è direttore dell'ECLA (Espace Clodoaldien Loisirs Animation). Ha creato e diretto il Salon Littéraire de Saint-Cloud (dal 2008 al 2017), di cui è presidente onorario dal 2018. È stato anche batterista della Mique Mac Band dal 2000 al 2007 (con il nome Zaza). È chevalier dell'Ordre des Arts et des Lettres.

## Opere

### Regista-produttore di programmi radiofonici
- Le Pop Club de José Artur (ottobre 1979 - dicembre 1985)
- À qui ai-je l'honneur? di José Artur (ottobre 1983 - dicembre 1985)
- Avec tambours et trompettes di Jean-François Kahn (dicembre 1979 - ottobre 1980)
- Laissez-les rires di André Halimi (luglio 1979 - settembre 1979)
- Ouvrez l'œil, on fera le reste di Jacques Bal (luglio 1979 - settembre 1979)
- Avec ou sans sucre? di José Artur (maggio 1978 - giugno 1979)
- Un prénom, une vie di Eve Ruggieri (maggio 1979 - giugno 1979)
- Émission d'Anne Gaillard di Anne Gaillard (settembre 1977 - aprile 1978)
- Allo Macha di Macha Béranger (maggio 1977 - agosto 1977)
- La main à la pâte di Jacques Bal (gennaio 1975 - aprile 1977)

### Sceneggiatore di fumetti
Per i disegni di Lucky Luke Morris, con Jean Léturgie o Éric Adam. Éditions Dargaud, Lucky Comics, Lucky Productions.
- O.K. Corral (1997)
- Belle Starr (1995)
- Le Pont sur le Mississipi (1994)
- Les Dalton à la noce (1993)
- L'Amnésie des Dalton (1991)
- Le Pony Express (1988)
- Le Ranch maudit (1985)
- Le Daily Star (1984)
- Sarah Bernhardt (1982)

Per Rantanplan, disegni di Morris, con Jean Léturgie o Éric Adam. Éditions Dargaud, Lucky Comics, Lucky Productions.
- Carré d'os (2011)
- Morts de rire (2010)
- Chien d'arrêt (2009)
- Sur le pied de guerre (2008)
- Le Chameau (1997)
- Le Messager (1995)
- Le Fugitif (1994)
- Bêtisier 1 et Bêtisier 2 (1993)
- Le clown (1993)
- Rantanplan otage (1992)
- Le Parrain (1988)
- La Mascotte (1987)

Per Percevan, disegni di Luguy con Jean Léturgie. Pubblicato da Glénat, Dargaud.
- La table d'émeraude (1995)
- Les Seigneurs de l’Enfer (1992)
- Les Clés de feu (1988)
- Le Sablier d’El Jerada (1985)
- L’épée de Ganaël (1984)
- Le Tombeau des glaces (1983)

Per Marsupilami, disegni di Franquin, con Éric Adam. Pubblicato da Marsu Productions.
- Houba-Banana (1997)
- Rififi en Palombie (1995).

Vari
- Les entretiens singuliers de Job et Coach (2005), disegni di Bercovici. Pubblicato da Une Bulle en Plus.
- Hommage à Uderzo (1995). Pubblicato da Soleil Productions.

### Saggi e romanzi
- Roux et rousses: Un éclat très particulier, coll. «Découvertes Gallimard / Culture e société» (nr. 338), 1997.
- Le perroquet de Sarah, Balland, 1992.
- Gaffes sur Gaffes, Balland, 1989. Réédition France Loisirs, 1990. Livre de Poche, 1991.
- Le Chagrin d'amour, Stock, 1989, in coll. con Christiane Noetzlin.
- Rien ne se perd, tout se récupère, Balland, 1988, in coll. con Lucien Rioux.
- Le Baiser, Stock, 1987, in coll. con Christiane Noetzlin.
- Tics d'époque, Stock, 1987. in coll. avec Lucien Rioux.
- Rouquin, rouquine, Ramsay, 1985, in coll. con Lucien Rioux.
- L'art de cuisiner les restes, 1975, Pauvert. Ristampato in Press Pocket, 1976.

### Sceneggiatore televisivo
- Ha creato le sequenze in lingua francese della serie Fraggle Rock (Jim Henson) (72 episodi)..
- Adattamento di vari album di Lucky Luke,
- Creazione di sceneggiature e dialoghi per la serie Les Tifous di André Franquin (51 episodi).